# Емельяново (Прудковское сельское поселение)
Емельяново — деревня в Смоленской области России, в Сафоновском районе. Население – 7 жителей (2007 год) . Расположена в центральной части области в 15 км к востоку от города Сафонова, в 10 км южнее автодороги М1 «Беларусь». В 6 км к северу от деревни железнодорожная станция О.п. 300-й км на линии Москва — Минск. Входит в состав Прудковского сельского поселения.

## История
В годы Великой Отечественной войны деревня была оккупирована гитлеровскими войсками в сентябре 1941 года, освобождена в 1943 году.